# Ратьковина
Ратьковина (рос. Ратьковина) — присілок Велізького району Смоленської області Росії. Входить до складу Крутовського сільського поселення.
Населення — 11 осіб (2007 рік).